# Adenanthos strictus
Adenanthos strictus är en tvåhjärtbladig växtart som beskrevs av Edward George. Adenanthos strictus ingår i släktet Adenanthos och familjen Proteaceae. Inga underarter finns listade i Catalogue of Life.